# Ichneumon vorax
Ichneumon vorax är en stekelart som beskrevs av Geoffroy 1785. Ichneumon vorax ingår i släktet Ichneumon och familjen brokparasitsteklar. Arten är reproducerande i Sverige. Utöver nominatformen finns också underarten I. v. balearicus.